# コンコルディア郡 (ルイジアナ州)
コンコルディア郡（コンコルディアぐん、英: Concordia Parish）は、アメリカ合衆国ルイジアナ州の北部に位置する郡である。2010年国勢調査での人口は20,822人であり、2000年の20,247人から2.8％増加した。郡庁所在地はビデイリア市（人口4,299人）であり、同郡で人口最大の町でもある。コンコルディア郡はナチェズ (ミシシッピ州)小都市圏に属している。

## 歴史

### 前史時代

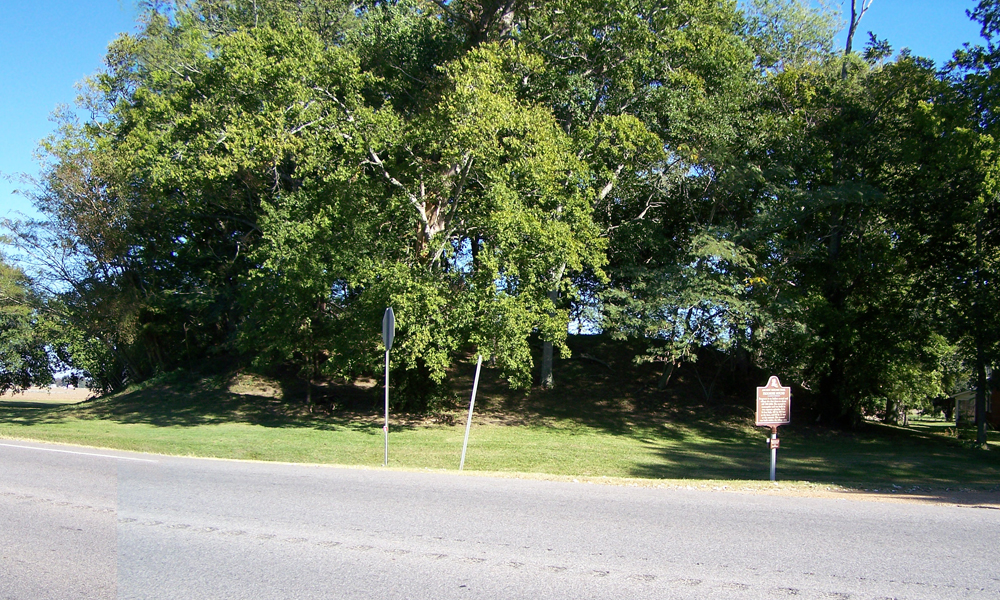
フログモア・マウンド遺跡、フェリデイのアメリカ国道84号線沿いにある

コンコルディア郡となった地域にはヨーロッパ人の開拓が始まる数千年前から、様々なインディアン部族が住んでいた。マークスビル文化、トロイビル文化、コールズクリーク文化およびプラークミン文化の人々が、地域全体に集落やマウンドを築いた。著名な例としては、サイプレスグローブ・マウンド、デプラト・マウンズ、フログモア・マウンド遺跡、ラマークランディング・マウンドがある。

### 郡の成立以降
コンコルディアという郡名はラテン語の「調和」を意味している。
南北戦争の間。コンコルディア郡は頑強に南軍を支持した。歴史家のジョン・D・ウィンターズはその著書『ルイジアナにおける南北戦争』（1863年）で、コンコルディアを「プランテーションが支配的な郡、（1862年）3月初旬に南軍に対する異常な愛国心を示した。戦中に結成された3個中隊に仕官した者はだれでも100ドルの報奨金が支給された。隣接するカタホウラ郡で結成された2個中隊のどちらかに加わった者には報奨金50ドルが支払われた。この報奨金のために5万ドルの資金を手当てする案が住民投票に掛けられ、...志願兵の家族の救済のためには4万ドルが手当てされた。」と記している。
北軍がこの地域を解放すると、郡内のプランテーションは黒人労働者を雇用することに関する「お役所仕事」に影響された。土地の賃借人も所有者も労働に関する規制が実行できないものであることがわかった。

## 政治
コンコルディア郡は伝統的に民主党支持だったが、2008年の大統領選挙では、民主党候補、イリノイ州のバラク・オバマが3,766票、39.5％しか得られなかったのに対し、共和党候補、アリゾナ州のジョン・マケインは5,668票、59.5％を獲得した。2004年の場合も2008年と同様、共和党候補の現職ジョージ・W・ブッシュが5,427票、60％を得たのに対し、民主党候補、マサチューセッツ州のジョン・ケリー上院議員は3,446票、38％に留まった。地方役員の選挙では民主党が圧倒しており、共和党は滅多に戦える領域に達していない。

## 地理
アメリカ合衆国国勢調査局に拠れば、郡域全面積は749平方マイル (1,940 km2)であり、このうち陸地696平方マイル (1,803 km2)、水域は53平方マイル (137 km2)で水域率は7.05％である。
コンコルディア郡は完全に農業用沖積層低地である。ワシタ川が西側境界を流れ、レッド川が南側境界、ミシシッピ川が東側境界になっている。3つの河川には大規模な堤防が施されている。

### 主要高規格道路
- アメリカ国道65号線
- アメリカ国道84号線
- ルイジアナ州道15号線

### 隣接する郡
- テンサス郡 - 北
- アダムズ郡 (ミシシッピ州) - 北東
- ウィルキンソン郡 (ミシシッピ州) - 東
- ウェストフェリシアナ郡 - 南東
- ポイントクーピー郡 - 南
- アボイルズ郡 - 南西
- カタホウラ郡 - 西

### 国立保護地域
- バイユー・ココドリー国立野生生物保護区（部分）

## 人口動態
以下は2000年の国勢調査による人口統計データである。
| 基礎データ - 人口: 20,247人 - 世帯数: 7,521 世帯 - 家族数: 5,430 家族 - 人口密度: 11人/km2（29人/mi2） - 住居数: 9,148軒 - 住居密度: 5軒/km2（13軒/mi2） 人種別人口構成 - 白人: 60.75% - アフリカン・アメリカン: 37.72% - ネイティブ・アメリカン: 0.16% - アジア人: 0.24% - その他の人種: 0.55% - 混血: 0.58% - ヒスパニック・ラテン系: 1.48% 年齢別人口構成 - 18歳未満: 27.8% - 18-24歳: 8.9% - 25-44歳: 25.6% - 45-64歳: 23.0% - 65歳以上: 14.7% - 年齢の中央値: 37歳 - 性比（女性100人あたり男性の人口） - 総人口: 95.2 - 18歳以上: 91.9 | 世帯と家族（対世帯数） - 18歳未満の子供がいる: 33.0% - 結婚・同居している夫婦: 49.0% - 未婚・離婚・死別女性が世帯主: 19.0% - 非家族世帯: 27.8% - 単身世帯: 25.3% - 65歳以上の老人1人暮らし: 11.5% - 平均構成人数 - 世帯: 2.60人 - 家族: 3.12人 収入と家計 - 収入の中央値 - 世帯: 22,742米ドル - 家族: 28,629米ドル - 性別 - 男性: 27,453米ドル - 女性: 18,678米ドル - 人口1人あたり収入: 11,966米ドル - 貧困線以下 - 対人口: 29.1% - 対家族数: 24.3% - 18歳未満: 42.0% - 65歳以上: 20.6% |

## 都市と町

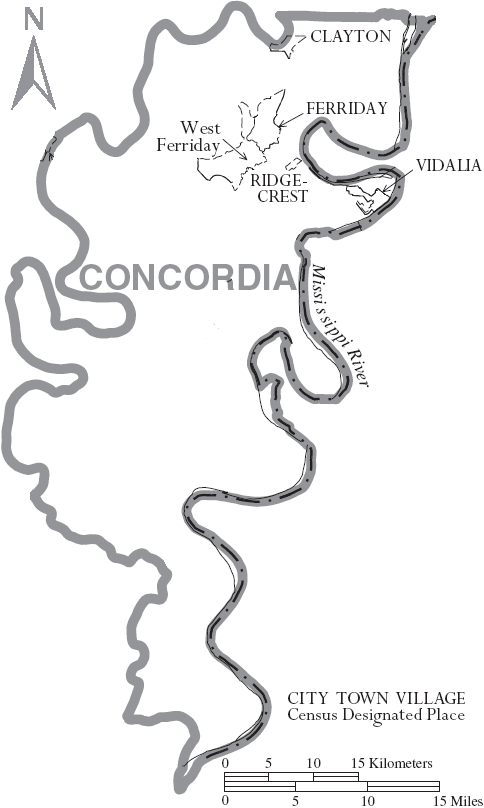
コンコルディア郡図

| - クレイトン - フェリデイ | - リッジャークレスト - ビデイリア - 郡庁所在地 |

### 国勢調査指定地域
- ウェストフェリデイ

### 未編入の町
- モントレー

## 教育
コンコルディア郡教育委員会が地元の公立学校を運営している。